# Isaac Habert (théologien)
Pour les articles homonymes, voir Isaac Habert et Habert.
Isaac Habert, né en 1598, mort en 1668  est un théologien catholique français, connu pour son opposition au jansénisme qui fut évêque de Vabres de 1645 à 1668.

## Biographie
Isaac Habert est le fils et homonyme du poète Isaac Habert, également valet de chambre du roi Henri IV de France et de Catherine Poncet de La Rivière († avant 1624). Il devient Docteur en théologie de la Sorbonne et théologal de Notre-Dame de Paris. Il est désigné comme évêque de Vabres en 1645 confirmé le 18 septembre et consacré en décembre par Dominique Séguier l'évêque de Meaux dans l'église de l'abbaye Saint-Victor de Paris. Il meurt à l'âge de 70 ans environ à  Pont-de-Salars dans l'actuel département de l'Aveyron.

## Œuvres
- La Défense de la foy de l'Église, et de l'ancienne doctrine de Sorbonne, touchant les principaux points de la Grâce. Preschée dans l'église de Paris, par M. Isaac Habert, [...] Contre le livre intitulé Apologie de Jansenius [...]. - A Paris : chez Thomas Blaise, 1644 (BM de Senlis)